# Світовий атлас мовних структур
Світовий атлас мовних структур (англ. The World Atlas of Language Structures, WALS) — спільний проєкт Інституту еволюційної антропології (Лейпциг) та Цифрової бібліотеки Товариства імені Макса Планка, одна із найбільших баз 
даних з лінгвістичної типології з відкритим доступом. WALS включає інформацію про широку низку структурних (фонологічних, граматичних, лексичних) особливостей понад 2650 мов світу.

## Історія видання

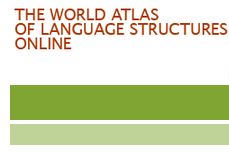

Вперше WALS було опубліковано у 2005 році видавництвом Oxford University Press, у вигляді книги із додатком  CD-ROM. Перша онлайн-версія (англомовна) постала у квітні 2008 року, зараз вона доступна за адресою https://web.archive.org/web/20130422165059/http://2008.wals.info/. Вдосконалена існуюча версія інтернет-бази WALS була випущена у світ у квітні 2011. Головними редакторами її стали вчені-лінгвісти Метью Драйер (англ. Matthew Dryer) та Мартін Хаспельмат (нім. Martin Haspelmath), а головним програмістом - Роберт Форкель (англ. Robert Forkel). Загалом над виданням працювало 55 науковців з усього світу.

## Структура
Атлас містить 160 карт з інформацією про географічний розподіл найважливіших структурних мовних ознак. Більшість карт презентує 200 і більше мов; середній показник становить 400. Загалом у WALS розглянуто 2676 мов, що становить дещо менше, ніж половину усіх мов світу.
Для кожної мови та для кожної структурної ознаки існує сторінка бази даних з інформацією, а також наведені численні приклади, взяті з різних мов.
Користувач має можливість комбінувати декілька мовних явищ на одній карті, а також індивідуально регулювати формат її відображення, експортувати дані у різних форматах та залишати на сайті власні коментарі. 
Крім того, до бази WALS входять 144 теоретичні розділи із відомостями про кожну з розглянутих мовних ознак та базовою для тої чи іншої ознаки картою. Розділи атласу згруповані тематично, зокрема, за наступними категоріями:
- Граматика
  - фонологія
  - морфологія
  - іменні категорії
  - іменний синтаксис
  - вербальні категорії
  - порядок слів
  - просте речення
  - складне речення
- Лексика
- Мови жестів
- Інші 
  - паралінгвістика
  - системи письма

Особливий розділ WALS присвячено також генеалогії мов світу.
Окремі розділи атласу створювалися не повним складом авторського колективу видання, а окремими вченими-експертами у тій чи іншій галузі. Джерелом інформації для наповнення WALS стали численні граматики та словники, лінгвістичні монографії, дисертації, статті, анкети, консультації спеціалістів. Загалом для створення атласу автори використали понад 6700 наукових праць. Повний бібліографічний список та список авторів з інформацією про їхній особистий внесок до проєкту є доступним на сайті, як і розділ новин проєкту.
Карти поширення мовних явищ були створені на базі Google Maps. Всю інформацію на сайті опубліковано під ліцензією Creative Commons.

## Програма WALS
Додатком ще до першого, паперового видання атласу був CD-ROM із програмою "Interactive Reference Tool (WALS program)" (укр. Інтерактивна інформаційно-пошукова система), що становить автономне програмне забезпечення для Mac OS X, Mac OS 9.2 та Windows 2000, Windows XP, створену Хансом-Йорґом Бібіко (англ. Hans-Jörg Bibiko). Зараз програма доступна в мережі для безкоштовного завантаження.